# Världscupen i backhoppning 1992/1993
Världscupen i backhoppning 1992/1993 hoppades 5 december 1992-28 mars 1993 och vanns av Andreas Goldberger, Österrike före Jaroslav Sakala, Tjeckien och Noriaki Kasai, Japan.

## Deltävlingar
| Datum            | Plats                  | Etta                                                                       | Tvåa                                                                        | Trea                                                                  |
| ---------------- | ---------------------- | -------------------------------------------------------------------------- | --------------------------------------------------------------------------- | --------------------------------------------------------------------- |
| 5 december 1992  | Falun                  | Werner Rathmayr                                                            | Urban Franc                                                                 | Heinz Kuttin                                                          |
| 6 december 1992  | Falun                  | Werner Rathmayr                                                            | Lasse Ottesen Andreas Goldberger                                            | -                                                                     |
| 13 december 1992 | Ruhpolding             | Stephan Zünd                                                               | Werner Rathmayr                                                             | Didier Mollard                                                        |
| 19 december 1992 | Sapporo                | Martin Höllwarth                                                           | Werner Rathmayr                                                             | Steve Delaup                                                          |
| 20 december 1992 | Sapporo                | Akira Higashi                                                              | Werner Rathmayr                                                             | Bjørn Myrbakken                                                       |
| 28 december 1992 | Oberstdorf             | Christof Duffner                                                           | Andreas Goldberger                                                          | Noriaki Kasai                                                         |
| 1 januari 1993   | Garmisch-Partenkirchen | Noriaki Kasai                                                              | Jens Weissflog                                                              | Andreas Goldberger                                                    |
| 3 januari 1993   | Innsbruck              | Andreas Goldberger                                                         | Jaroslav Sakala                                                             | Noriaki Kasai                                                         |
| 6 januari 1993   | Bischofshofen          | Andreas Goldberger                                                         | Noriaki Kasai                                                               | Didier Mollard                                                        |
| 23 januari 1993  | Predazzo               | Noriaki Kasai                                                              | Franci Petek                                                                | Yuji Ashimoto                                                         |
| 24 januari 1993  | Predazzo               | - Stefan Horngacher - Ernst Vettori - Werner Rathmayr - Andreas Goldberger | Tyskland - Christof Duffner - Gerd Siegmund - Dieter Thoma - Jens Weissflog | - Yuji Ashimoto - Akira Higashi - Masahiko Harada - Noriaki Kasai     |
| 30 januari 1993  | Bad Mitterndorf        | Jaroslav Sakala                                                            | Werner Haim                                                                 | Andreas Goldberger                                                    |
| 31 januari 1993  | Bad Mitterndorf        | Jaroslav Sakala                                                            | Didier Mollard                                                              | Andreas Goldberger                                                    |
| 6 mars 1993      | Lahtis                 | Noriaki Kasai                                                              | Jaroslav Sakala                                                             | Jiří Parma                                                            |
| 7 mars 1993      | Lahtis                 | Ivan Lunardi                                                               | Stefan Horngacher                                                           | Espen Bredesen                                                        |
| 11 mars 1993     | Lillehammer            | Espen Bredesen                                                             | Takanobu Okabe                                                              | Andreas Goldberger                                                    |
| 14 mars 1993     | Oslo                   | Espen Bredesen                                                             | Didier Mollard                                                              | Jaroslav Sakala                                                       |
| 27 mars 1993     | Planica                | - Takanobu Okabe - Naoki Yasuzaki - Masahiko Harada - Noriaki Kasai        | - Roar Ljøkelsøy - Bjørn Myrbakken - Helge Brendryen - Espen Bredesen       | Slovenien - Robert Meglič - Matjaž Zupan - Urban Franc - Samo Gostiša |
| 28 mars 1993     | Planica                | Espen Bredesen                                                             | Andreas Goldberger                                                          | Christof Duffner                                                      |

## Slutställning (30 bästa)
| Placering | Namn               | Nationalitet | Poäng |
| --------- | ------------------ | ------------ | ----- |
| 1         | Andreas Goldberger | Österrike    | 206   |
| 2         | Jaroslav Sakala    | Tjeckien     | 185   |
| 3         | Noriaki Kasai      | Japan        | 172   |
| 4         | Werner Rathmayr    | Österrike    | 171   |
| 5         | Espen Bredesen     | Norge        | 151   |
| 6         | Christof Duffner   | Tyskland     | 121   |
| 7         | Didier Mollard     | Frankrike    | 114   |
| 8         | Stefan Horngacher  | Österrike    | 78    |
| 9         | Werner Haim        | Österrike    | 71    |
| 10        | Bjørn Myrbakken    | Norge        | 63    |

| Placering | Namn             | Nationalitet | Poäng |
| --------- | ---------------- | ------------ | ----- |
| 11        | Jens Weissflog   | Tyskland     | 61    |
| 12        | Steve Delaup     | Frankrike    | 59    |
| 13        | Martin Höllwarth | Österrike    | 55    |
| 13        | Lasse Ottesen    | Norge        | 55    |
| 15        | Vesa Hakala      | Finland      | 47    |
| 16        | Masahiko Harada  | Japan        | 46    |
| 17        | Jiří Parma       | Tjeckien     | 45    |
| 18        | Ivan Lunardi     | Italien      | 40    |
| 19        | Heinz Kuttin     | Österrike    | 39    |
| 20        | Akira Higashi    | Japan        | 37    |

| Placering | Namn               | Nationalitet | Poäng |
| --------- | ------------------ | ------------ | ----- |
| 21        | Franci Petek       | Slovenien    | 35    |
| 22        | Urban Franc        | Slovenien    | 33    |
| 23        | Ernst Vettori      | Österrike    | 30    |
| 24        | Takanobu Okabe     | Japan        | 29    |
| 25        | Matjaž Zupan       | Slovenien    | 28    |
| 26        | Mikael Martinsson  | Sverige      | 27    |
| 27        | Nicolas Jean-Prost | Frankrike    | 26    |
| 28        | Stephan Zünd       | Schweiz      | 25    |
| 28        | Øyvind Berg        | Norge        | 24    |
| 30        | Naoki Yasuzaki     | Japan        | 21    |

## Skidflygningscupen - slutställning (15 bästa)
| Pos. | Namn                       | Poäng |
| ---- | -------------------------- | ----- |
| 1.   | Jaroslav Sakala (CZE)      | 50    |
| 2.   | Didier Mollard (FRA)       | 31    |
| 3.   | Andreas Goldberger (AUT)   | 30    |
| 4.   | Werner Haim (AUT)          | 27    |
| 5.   | Espen Bredesen (NOR)       | 22    |
| 6.   | Werner Rathmayr (AUT)      | 20    |
| 7.   | Christian Reinthaler (AUT) | 15    |
| 8.   | Lasse Ottesen (NOR)        | 14    |
| 8.   | Helge Brendryen (NOR)      | 14    |
| 10.  | Christof Duffner (GER)     | 12    |
| 10.  | Bjørn Myrbakken (NOR)      | 12    |
| 10.  | Jérôme Gay (FRA)           | 12    |
| 13.  | Nicolas Jean-Prost (FRA)   | 5     |
| 14.  | Stefan Horngacher (AUT)    | 4     |
| 15.  | Tomáš Goder (CZE)          | 3     |

## Nationscupen - slutställning
| Pos. | Nation                    | Poäng |
| ---- | ------------------------- | ----- |
| 1.   | Österrike                 | 781   |
| 2.   | Japan                     | 444   |
| 3.   | Norge                     | 375   |
| 4.   | Tjeckien/ Tjeckoslovakien | 299   |
| 5.   | Tyskland                  | 280   |
| 6.   | Frankrike                 | 246   |
| 7.   | Slovenien                 | 171   |
| 8.   | Finland                   | 96    |
| 9.   | Italien                   | 73    |
| 10.  | Schweiz                   | 64    |
| 11.  | Sverige                   | 53    |
| 12.  | Polen                     | 17    |
| 13.  | Kazakstan                 | 15    |
| 14.  | USA                       | 9     |
| 15.  | Slovakien                 | 8     |
| 16.  | Ryssland                  | 1     |